# Joseph Heinrich Kaiser
Joseph Heinrich Kaiser (* 12. April 1921; † 19. November 1998) war ein deutscher Rechtswissenschaftler.

## Leben
Kaiser wurde im Mai 1947 an der Universität Tübingen mit einer Arbeit über die politische Klausel der Konkordate promoviert. Nach seiner Habilitation war er zunächst an der Universität Bonn tätig, wo er am 23. Februar 1954 seine Antrittsvorlesung über den politischen Streik hielt. Er lehrte seit 1955 Öffentliches Recht und Völkerrecht an der Universität Freiburg.
Kaiser war Verwalter des wissenschaftlichen Nachlasses von Carl Schmitt.

## Schriften
- Die politische Klausel der Konkordate. Universität, Tübingen 1947 (zugleich Dissertation).
- Die Repräsentation organisierter Interessen. Duncker & Humblot, Berlin 1956.